# Brothers in Arms DS
Brothers in Arms DS – Gra konsolowa z gatunku strzelanek trzecioosobowych w realiach II wojny światowej, wyprodukowana przez Gearbox Software i Gameloft oraz wydana przez Ubisoft w 2007 na platformę Nintendo DS. Jest to gra z serii Brothers in Arms.
Gracz wciela się w niej w żołnierza walczącego na frontach II wojny światowej, między innymi w Normandii i Tunezji.